# Nazikampen op Alderney

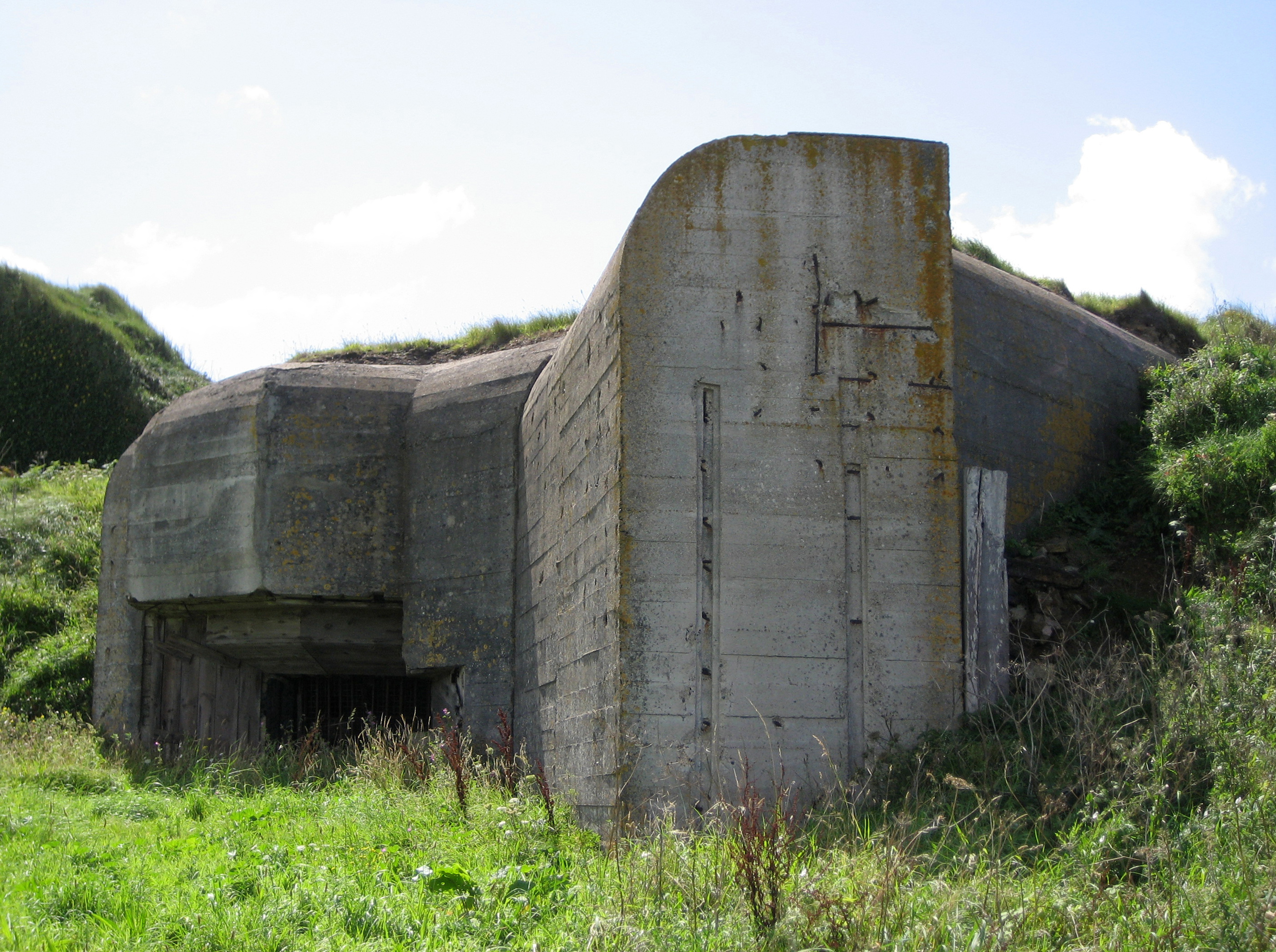
Alleen oude bunkers zoals deze resten nog

De nazikampen op Alderney waren kampen die werden gebouwd en gebruikt door nazi-Duitsland tijdens de bezetting van de Kanaaleilanden in de  Tweede Wereldoorlog. Op het eiland Alderney waren vier locaties voor dwangarbeid, waaronder Kamp Sylt, het enige naziconcentratiekamp op Brits grondgebied.

## Kampen
In 1941 bouwden militaire nazi-ingenieurs vier kampen op Alderney. De organisatie van de nazi's, Organisation Todt, had de leiding over elk kamp en gebruikte dwangarbeid om vestingwerken op Alderney te laten bouwen zoals bunkers, geschutsopstellingen, schuilkelders, en tunnels. De kampen werden in januari 1942 in gebruik genomen. Ze werden genoemd naar Duitse Waddeneilanden.
In totaal huisvestten de vier kampen ongeveer 6.000 gevangenen.

### Werkkampen
De twee werkkampen waren Kamp Borkum en Kamp Helgoland. Deze kampen waren "vrijwillige" werkkampen en de arbeiders werden daar weliswaar zwaar behandeld, maar wel beter dan de gevangenen in de kampen Sylt en Norderney.
Kamp Borkum werd gebruikt door Duitse technici en "vrijwilligers" uit verschillende Europese landen. Kamp Helgoland werd gebruikt door Russische dwangarbeiders van Organisation Todt.

### Twee concentratiekampen
De twee andere kampen werden concentratiekampen toen ze op 1 maart 1943 werden overgedragen aan de Schutzstaffel (SS). Deze kampen waren Kamp Norderney en Kamp Sylt.
De gevangenen in Kamp Sylt en Kamp Norderney waren arbeiders die gedwongen werden om de vele militaire vestingwerken en installaties rondom heel Alderney te bouwen. 
De gevangenen in Kamp Sylt waren allemaal Joden; Kamp Norderney huisvestte (met name Oost-)Europese en Russische dwangarbeiders.

## Doden

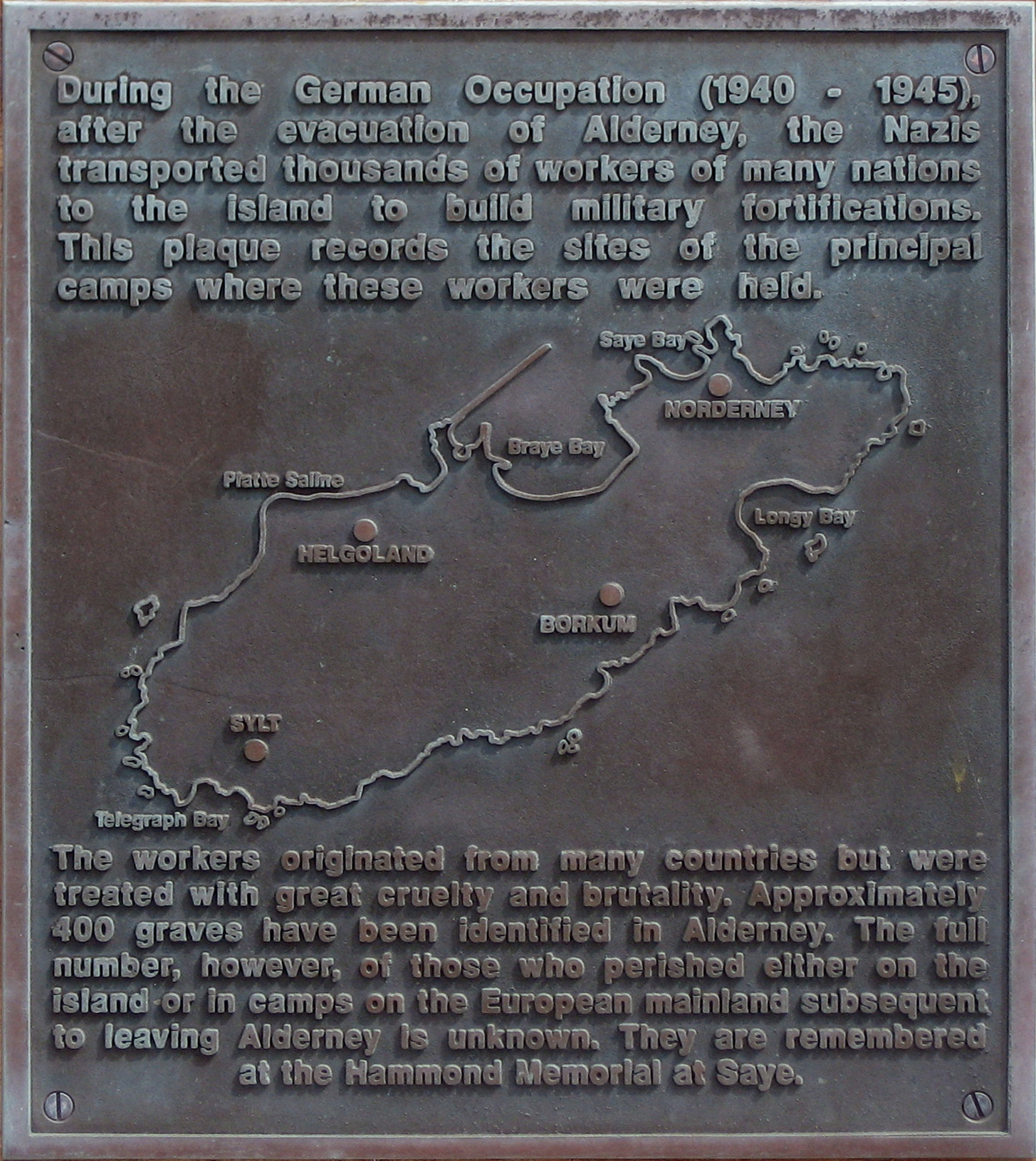
Plaquette waarop de kampen op Alderney worden herdacht

Meer dan 700 gevangenen verloren hun leven voordat de kampen gesloten werden en de overgebleven gevangenen in 1944 naar Frankrijk werden verplaatst.
Er zijn op Alderney 397 graven bekend. Naast verliezen door ondervoeding, ongelukken en slechte behandeling, waren er verliezen op schepen die arbeiders voor Organisation Todt van en naar Alderney brachten. In januari 1943 was er een zware storm, en twee schepen, de Xaver en de Franks, die in de haven van Alderney voor anker lagen, werden naar de kust en op het strand geblazen. Aan boord waren ongeveer duizend Russische arbeiders. Zij werden twee weken in de ruimen gevangen gehouden tijdens de berging van de schepen. Dit leidde tot een aantal sterfgevallen.
Documenten van het Arolsen archief in Duitsland laten zien dat gevangenen van verschillende nationaliteiten op Alderney gevangen werden gehouden, van wie er velen op het eiland stierven. De doodsoorzaken zijn onder meer zelfmoord, longontsteking, executies, hartfalen en explosies. 

## Na de oorlog
Na de Tweede Wereldoorlog werd een krijgsraadzaak voorbereid tegen de voormalige SS Hauptsturmführer, Maximilian List, waarbij de wreedheden op Alderney werden aangehaald. Hij stond echter niet terecht en zou tot aan zijn dood in de jaren tachtig in de buurt van Hamburg hebben gewoond.
In 1949 veroordeelde een Oost-Duitse rechtbank een SS'er genaamd Peter Bikar voor misdaden tegen de menselijkheid wegens het (niet-fataal) geweld tegen gevangenen in de nazikampen op Alderney. Hij werd veroordeeld tot vijf jaar gevangenisstraf omdat hij meerdere gevangenen met de kolf van zijn geweer in elkaar had geslagen.
De vier Duitse kampen zijn niet bewaard gebleven of herdacht, afgezien van een kleine plaquette bij Kamp Sylt. Het terrein van een van de kampen is een toeristencamping geworden; de poorten van een ander zijn de ingang geworden van de stortplaats van het eiland. De twee andere zijn prijsgegeven aan verval, en zijn overgroeid geraakt met bramen.